# Gustav Knapp
Gustav Knapp (* 15. August 1871 in Stuttgart; † 1. September 1934 ebenda) war ein württembergischer Verwaltungsbeamter.

## Leben

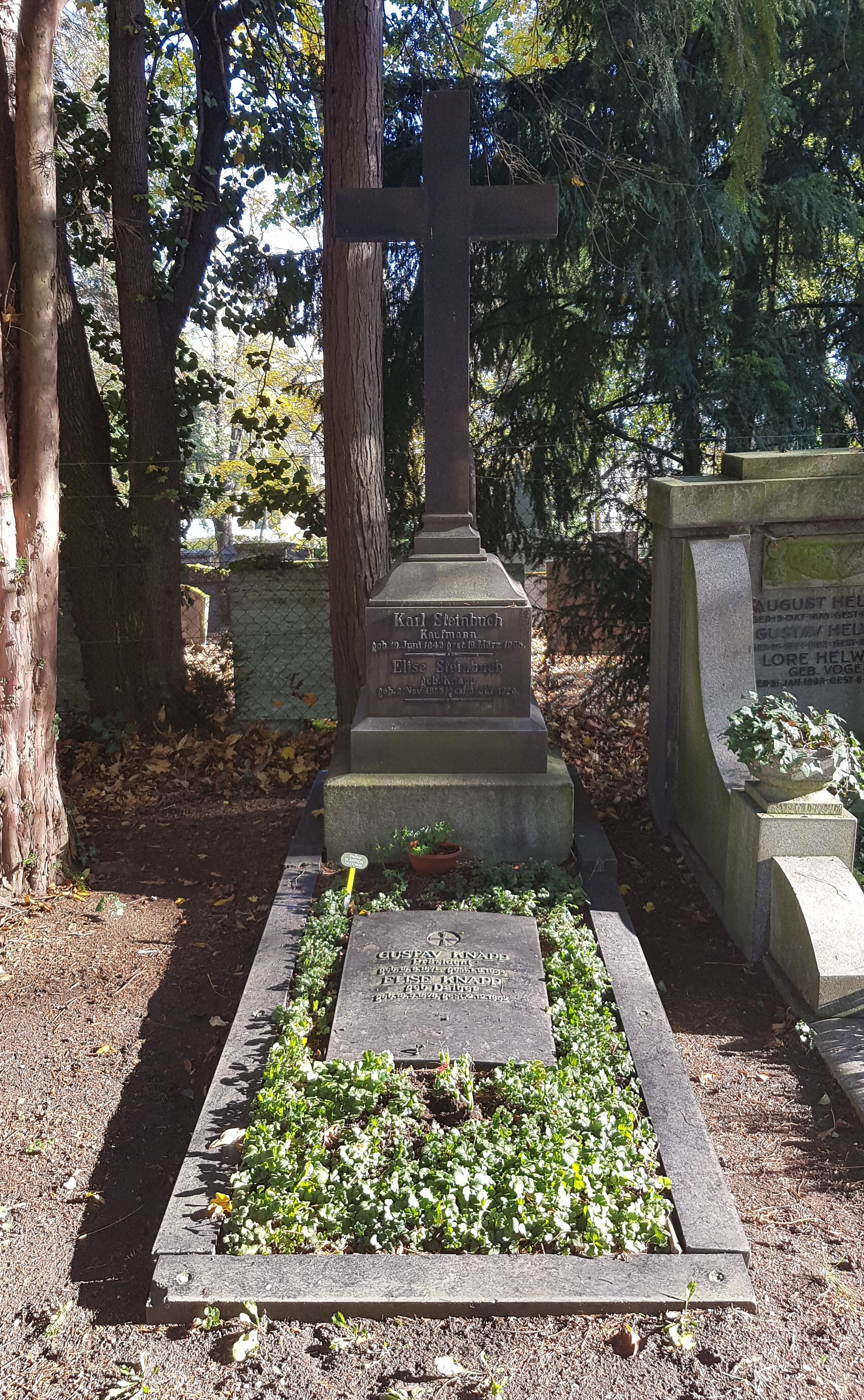
Grabstätte auf dem Stuttgarter Pragfriedhof

Als Sohn eines Kaufmanns geboren, studierte Knapp nach dem Besuch der Seminare in Maulbronn und Blaubeuren Rechtswissenschaften in Tübingen. Während seines Studiums wurde er 1889 Mitglied der Tübinger Königsgesellschaft Roigel. Nachdem er 1897 seine höheren Verwaltungsdienstprüfungen bestanden hatte, war er von 1901 bis 1904 Amtmann in Neuenburg, dann Sekretär beim Stadtschutheißenamt Stuttgart und ab 1907 planmäßiger Assessor mit dem Titel Oberamtmann. Nach zwei Jahren als Hilfsarbeiter im Innenministerium wurde er Oberamtmann in Balingen, bevor er 1912 erneut in Innenministerium berufen wurde. Ab 1913 war er als Regierungsrat in der Ministerialabteilung für den Straßen- und Wasserbau tätig. 1918 wurde er Ministerialrat. 1922 wurde er stellvertretendes Mitglied des Disziplinarhofs für Körperschaftsbeamte, 1928 Staatskommissar bei der Württembergischen Vereinsbank. Er kam in den Vorstand der Disziplinarkammer für Körperschaftsbeamte. 1934 wurde Knapp von einem Lastwagen überfahren und starb. Seine letzte Ruhestätte fand er auf dem Pragfriedhof in Stuttgart.

## Ehrungen
Die Gemeinde Margrethausen ernannte Knapp zu ihrem Ehrenbürger.